# Hôtel particulier

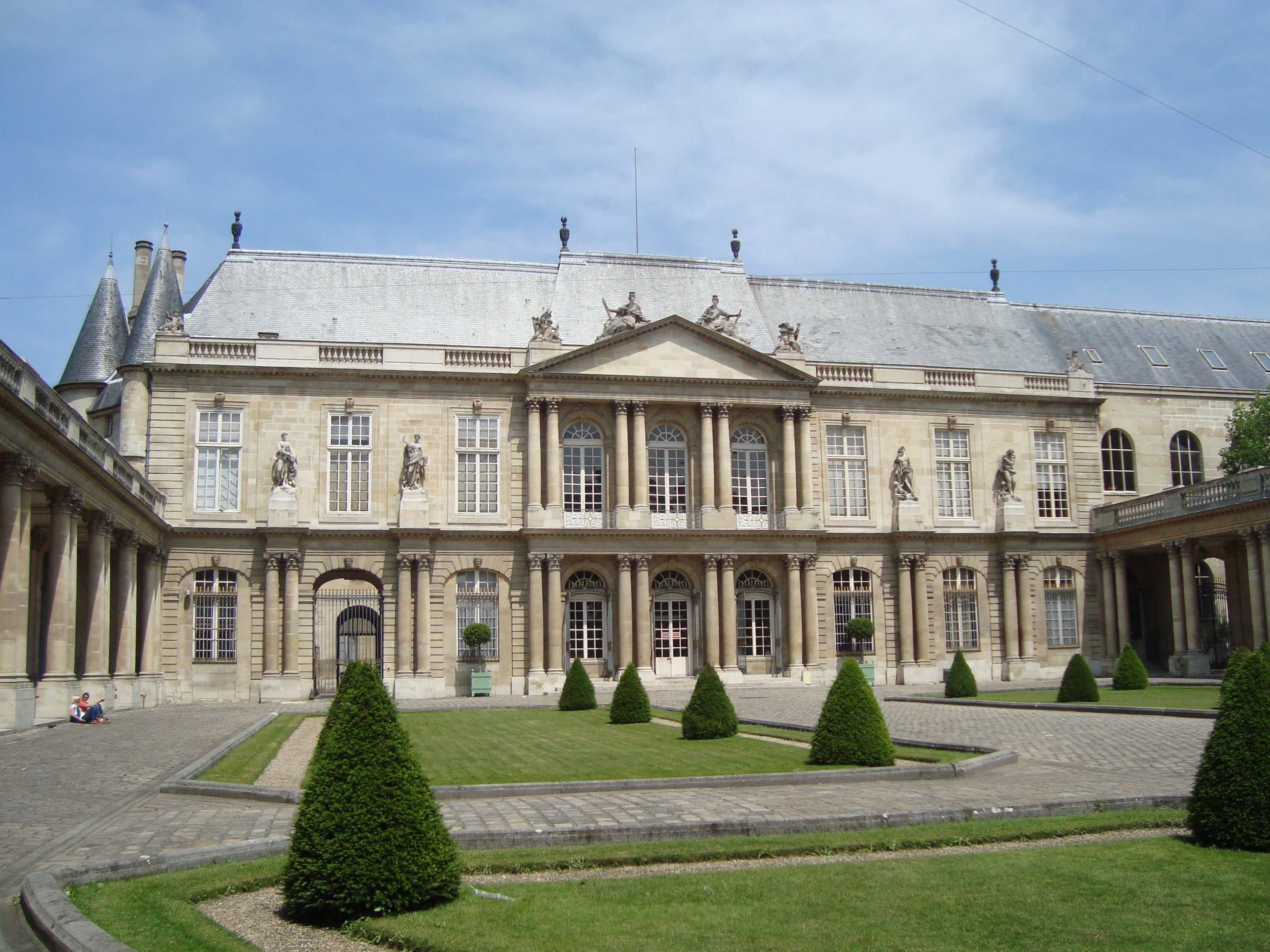
La façana de l'hôtel de Soubise, París

Un hôtel particulier (del francès, hotel particular o «casa gran») és un tipus d'habitatge francès (que també es troba a Suïssa i Bèlgica) que consisteix en una casa de luxe construïda en una ciutat, dissenyada per a ser habitada per una sola família (i el seu personal de servei).
Actualment, París encara té al voltant de 400 d'hôtels particuliers dels 2.000 que la ciutat tenia antigament.

## Definició
Un hôtel particulier es caracteritza principalment com un habitatge urbà i ocupat originalment per un únic propietari. Aquestes són les seves dues úniques característiques precises i mesurables.
Es distingeix en les zones urbanes de l'hôtel de rapport (edifici d'apartaments o inmoble de lloguer), construcció urbana generalment luxosa però què els apartaments estan llogats o venuts a diversos individus, i del palau habitat per un príncep de sang, encara que els contraexemples són nombrosos, igual que la casa, que no té el prestigi dels tres anteriors.

### La mida de l'hôtel
Un hôtel particulier, habitatge urbà de les elits, sol ser més gran que un habitatge ordinari, ja que es pot estendre sobre diversos centenars de metres quadrats. No obstant això, la mida no es pot integrar en la definició d'hôtel particulier, ja que hi ha grans mansions burgueses més grans que els petits hôtels particuliers. Dins del context dens de certes ciutats, l'hôtel particulier s'adapta a la mida i forma de la parcel·la.

Sovint té un pati interior i de vegades un jardí (per exemple el de l'hôtel d'Évreux).

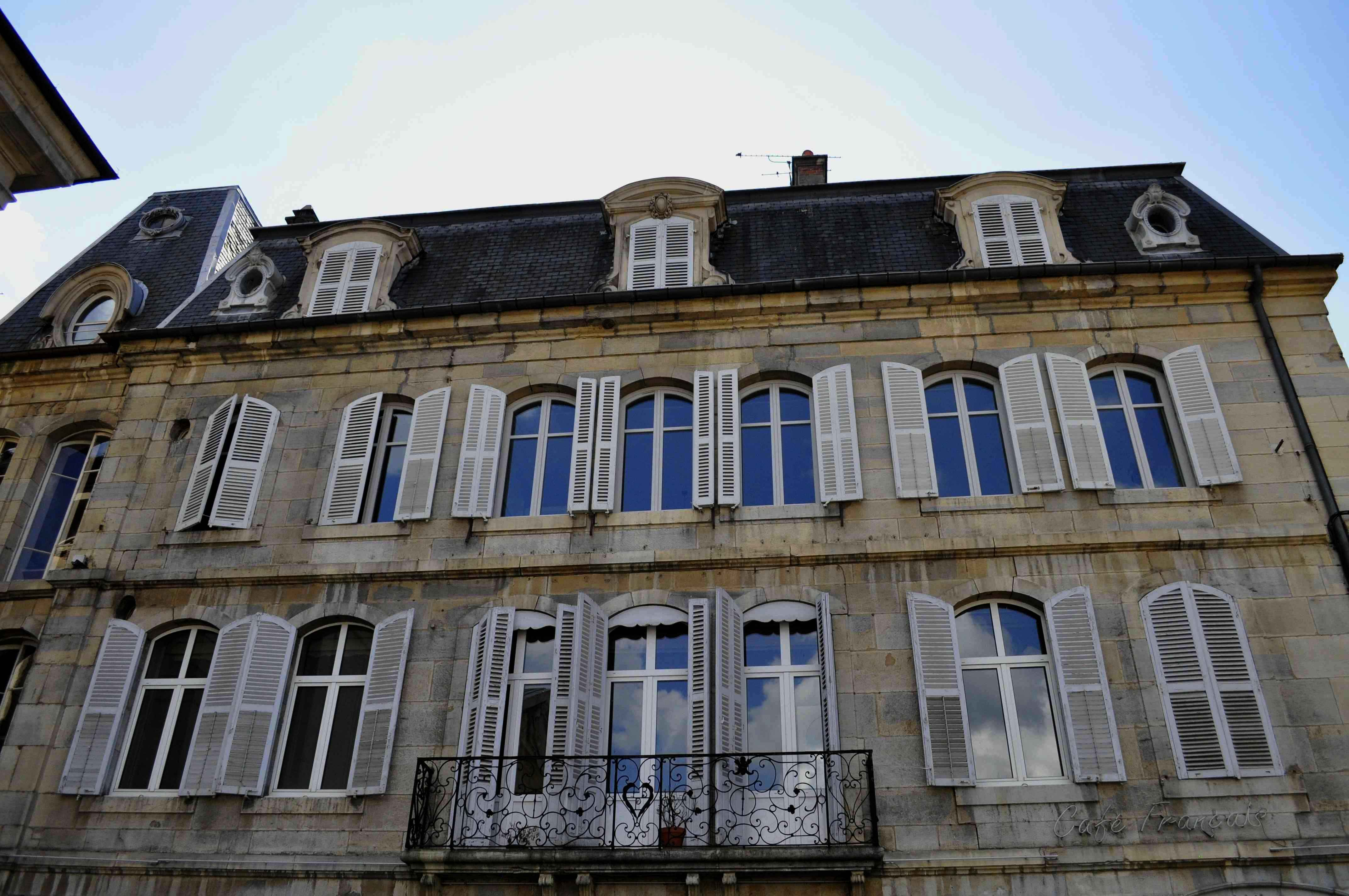
Façana de l'hôtel Pétremand, Vesoul

A França, a més del model d'hôtel amb la façana d'estil gòtic o renaixentista, es desenvolupa a partir del segle xvi una disposició que requereix un espai (disposició empleada regularment després de la Revolució Francesa, quan el carrer va perdre el seu prestigi): l'arquitecte retira el corps de logis principal el més lluny possible del carrer per instal·lar-lo de nou al fons d'un pati. La façana posterior dona a un jardí lluny de l'enrenou de les ciutats.
Quan la mida de la parcel·la ho permet, aquest edifici principal s'estén per dues ales laterals que formen un pati tancat per un mur pantalla (aquest mur fa de límit i respecta la continuïtat dels fronts construïts i l'estat d'alineació de les façanes), de vegades flanquejat en les cantonades dels alts pavellons quadrats, evocant així les disposición del château francès.
Aquest model canònic de l'hôtel entre el pati i el jardí és típic d'una casa aristocràtica, que expressa una voluntat d'expressar públicament el prestigi del propietari amb un gran pati i de vegades fins i tot més ostentós que el de l'antiga noblesa. Però al llarg dels segles, el carrer va recuperar el seu prestigi, i l'estructura de l'hôtel se sotmet a una revolució: el corps de logis principal apareixerà de nou en la part davantera, però sovint es fa més petit a causa de la pressió de l'immobiliari; els seus propietaris burgesos prefereixen viure al llarg de la via pública, associada amb el comerç.

### El prestigi del propietari

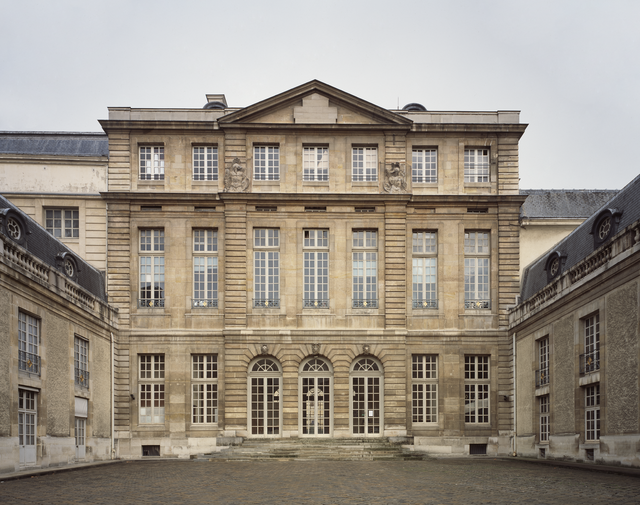
Façana de l'hôtel de Rohan, París

Aquests hôtels són propietat de figures prominents. Això pot ser per llur condició social (noblesa durant l'Antic Règim, classe alta durant l'era industrial, i destacats membres del clergat). Com a exemples tenim l'hôtel de Rohan (París), que pertany a la família del mateix nom; l'hôtel de Soubise (París), actuals Arxius Nacionals de França, que va ser propietat de diversos prínceps i princeses com Marie de Guise (1615-1688), princesa de Joinville; l'hôtel de Richelieu, l'actual Palais-Royal, que va pertànyer al cardenal Richelieu i que poc després d'aixecar el seu hôtel el va anomenar Palais-Cardinal malgrat que ell no tenia el títol de príncep. 

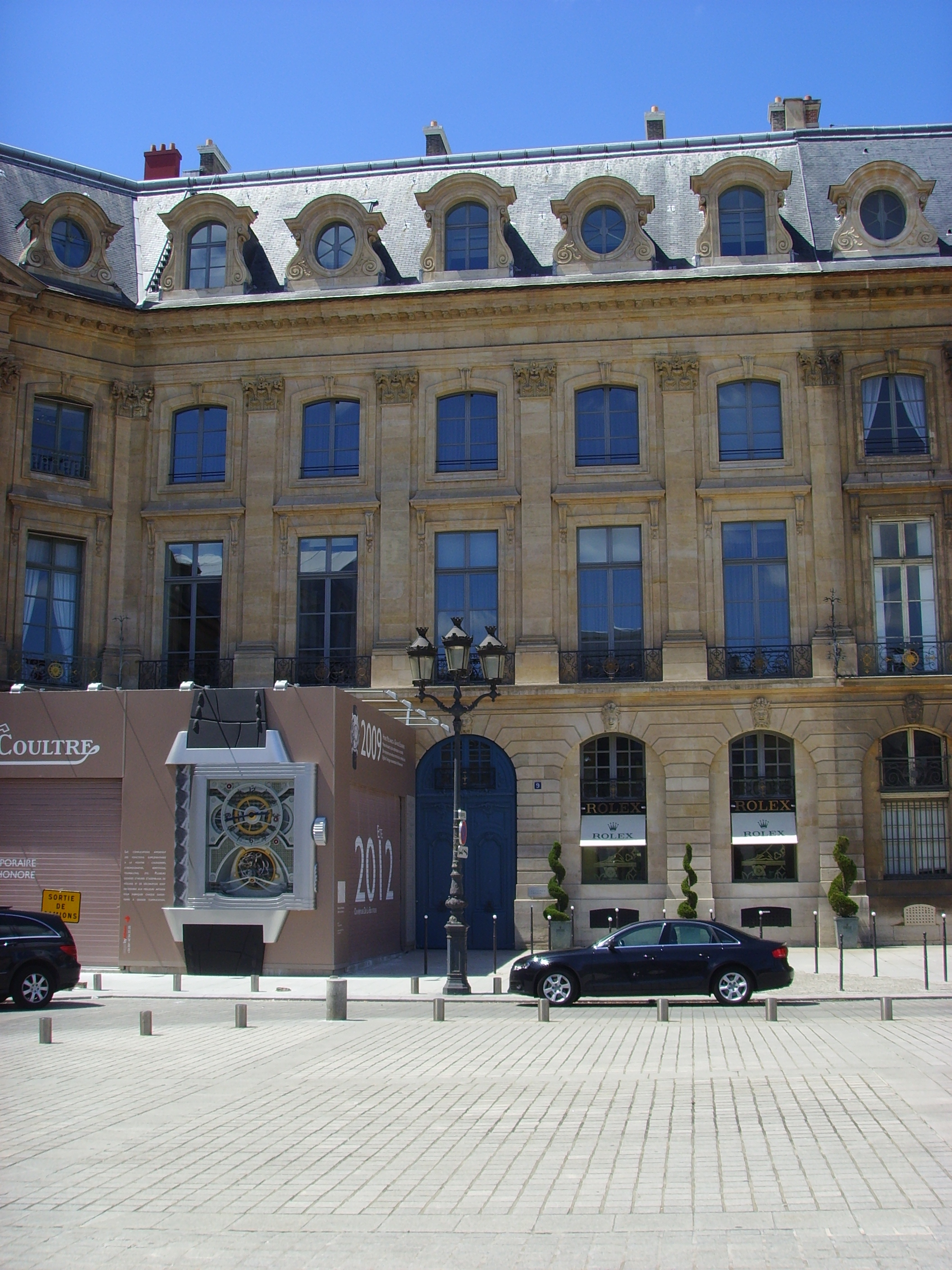
Façana que dona a la plaça Vendôme de l'hôtel de Villemaré, París

Per la seva banda, l'hôtel de Villemaré (París), del segle xviii, va ser propietat de grans financers del Regne de França, de la baixa noblesa i de l'alta burgesia durant l'Antic Règim, entrant en la categoria d'hôtels de propietat de personatges rics, financers i comerciants, de vegades recentment ennoblits. Aquests hôtels van augmentar principalment durant el segle xviii. A París, són sobretot els grans financers els principals propietaris. En les províncies, això va variar segons la condició de la ciutat; en les grans ciutats parlamentàries, com Rennes i Ais de Provença, era sobretot la noblesa de toga que construïa hôtels, mentre que en les ciutats i els ports comercials, com Bordeus i Nantes, van ser principalment els rics comerciants i els armadors que es van fer construir aquests grans edificis.

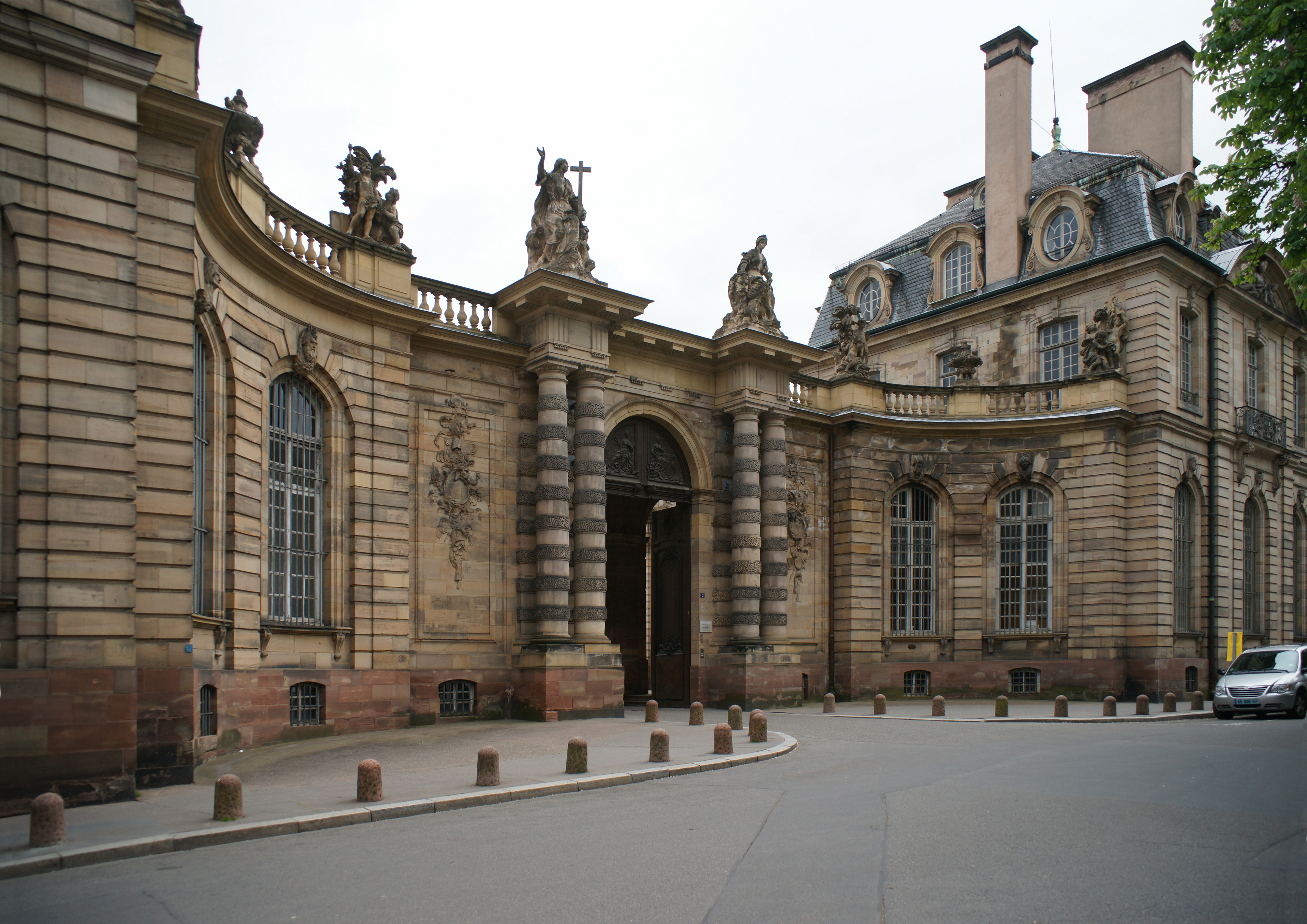
Portal en mitja lluna del Palau Rohan (Estrasburg), fet per a facilitar les maniobres dels carruatges

La possessió d'una mansió era un signe evident de la riquesa d'una família, a causa dels importants fons necessaris tant per a la construcció (la compra de grans parcel·les en zones urbanes o semiurbanes, els serveis d'un arquitecte, la compra de materials per a la construcció de gran valor com el carreu…), com per al manteniment i el pagament del personal que hi treballava (treballadores domèstiques, criats, cuiners, mossos, etc.).
A partir del regnat de Lluís XIV, alguns propietaris van augmentar encara més el seu prestigi al no respectar la regla de la línia d'edificació, assumint el dret d'encorbar en un disseny semiel·líptic el seu mur del jardí al nivell de la porta. Aquest element arquitectònic de portal envoltat per dos murs en forma de mitja lluna és una invitació a entrar, i quan el carrer és massa estret permet facilitar la maniobra dels carruatges, una forma d'allargar el carrer perquè girin amb més facilitat.

## Origen del terme
El terme hôtel abasta molts significats. Martin Lister va escriure en 1698 que 
Es té en compte la doble definició del terme hôtel de 1698, al que s'afegeix una tercera, la dels prestigiosos edificis d'una ciutat: hôtel de ville (casa de la vila), hôtel-dieu, etc.). Aquí ens trobem amb una doble ascendència etimològica: la primera, la de posada o hôtel  en la qual és un lloc on s'estatja gent pagant; la segona, la de l'edifici de caràcter públic com l'hôtel du roi (hospitium regis), on s'agrupen els oficials a càrrec del servei domèstic del sobirà.
A l'edat mitjana, el terme hôtel progressivament es fa servir per designar una residència principesca, en comparació amb el palau reial i la mansió. L'ús de la paraula segueix sent poc freqüent i designa les cases de propietat dels nobles, com l'hôtel de Nesle i l'hôtel des Tournelles.
La paraula es generalitza al segle xvii amb l'aparició d'hôtels de propietat de l'alta burguesia i de financiers. D'aquesta manera, al final de l'antic règim es va fer necesari l'aparició del terme hôtel particulier per aclarir el seu propòsit.
Fins al segle xix, la paraula hôtel designava únicament una mansió urbana, però, amb l'aparició del turisme, va sorgir la necessitat de diferenciar hôtel (en català hotel, escrit sense l'accent circumflex) d'hôtel particulier (residència privada o mansió).

## Història
Una de les característiques de les grans famílies nobles de l'Edat Mitjana és la possessió d'un castell associat amb  un feu. Aquest castell, amb la seva història, il·lustrava l'alt llinatge de la família. L'Edat moderna veu diversos factors  que junts condueixen a una reproducció del fenomen en les zones urbanes. Les gran famílies del Regne de França constitueixen vastes àrees dins de la ciutat, seguint l'exemple del cardenal Richelieu, que en segle xvii erigeix en el ple centre de París el seu propi palau, l'actual Palais-Royale.

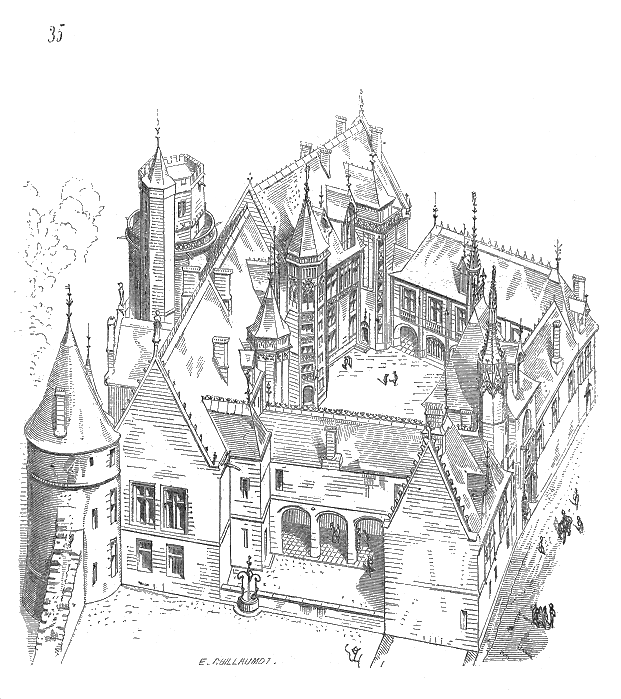
Dibuix artístic de l'hôtel Jacques-Cœur, en 1890

L'enriquiment de l'alta burgesia i l'arribada a França de les idees del Renaixement a meitat del segle xv inicien aquest fenomen. Una dels primers hôtels particuliers francesos de l'època, l'hôtel Jacques-Cœur (de 1443) en Bourges, és el millor exemple. El seu propietari, Jacques Cœur, un ric comerciant de Bourges que viatjava sovint a la Itàlia del Renaixement, va portar dels seus viatges nombroses innovacions arquitectòniques que va implementar al seu hôtel. Així doncs, aquí observem la presència de grans obertures externes alineades verticalment i horitzontalment, innovació arquitectònica portada d'Itàlia. 

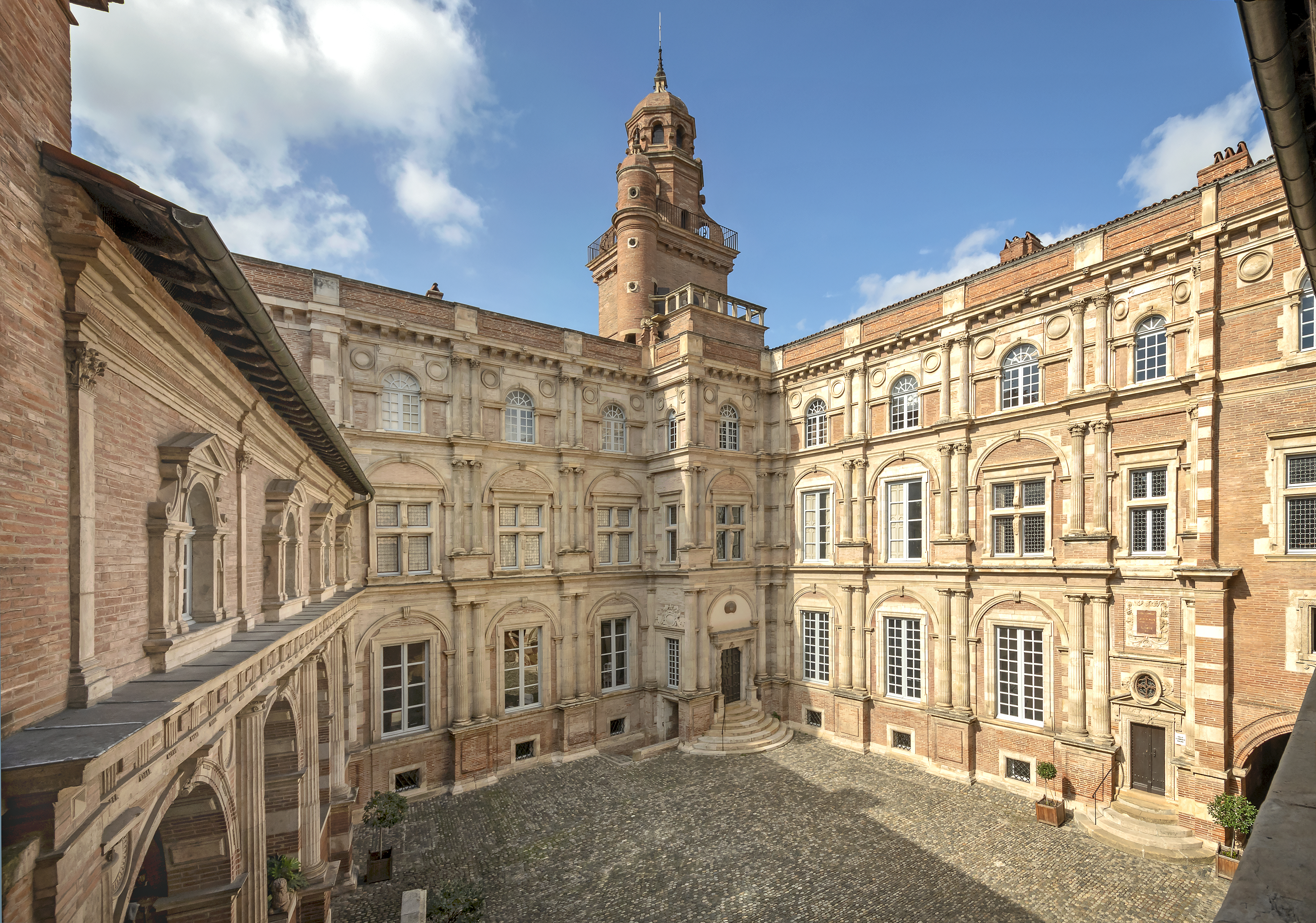
Vista de la façana interior de l'hôtel d'Assézat, Tolosa

En 1538 a Tolosa, és l'artista Nicolas Bachelier (c. 1485-1566), qui va ser un dels primers a introduir les antigues motllures a França al portal de l'hôtel de Bagis. També va ser l'autor de l'hôtel d'Assézat (1555, propietat de Pierre d'Assézat, un ric comerciant de Tolosa) en Tolosa, amb una façana semblant a la del Palau del Louvre, de Pierre Lescot.
Aquest fenomen de la innovació lligada a l'ascens de la burgesia no es limita als grans centres urbans, ja que aquests nous nobles o de classe alta també compren terres rurals o vells castells medievals per transformar-los en símbol senyorial de la mobilitat social ascendent. Com a exemple, Gilles Berthelot, tresorer del rei i alcalde de Tours, va heretar del seu pare, que l'acabava d'adquirir, l'antic château d'Azay-le-Rideau a la primera meitat del segle xvi, i es va comprometre a l'immens treball perquè fos un dels més grans châteaux del Renaixement francès. Per tant, la innovació artística (aquí arquitectònica) del començament de l'era moderna no és efectuada pels grans nobles del regne, sino pels comerciants i burgesos, persones que viatjaven i van descobrir la Itàlia del Renaixement de la que es van inspirar el seu retorn a França. Aquest fenomen continuarà durant els segles següents a mesura que ens il·lustra Nicolas Fouquet, superintendent de finances de Lluís XIV, quan va erigir el Palau de Vaux-le-Vicomte, que és un dels primers edificis francesos en presentar una arquitectura en doble-profunditat, amb un saló anomentat «a l'italiana» que li mancava l'escala d'honor.

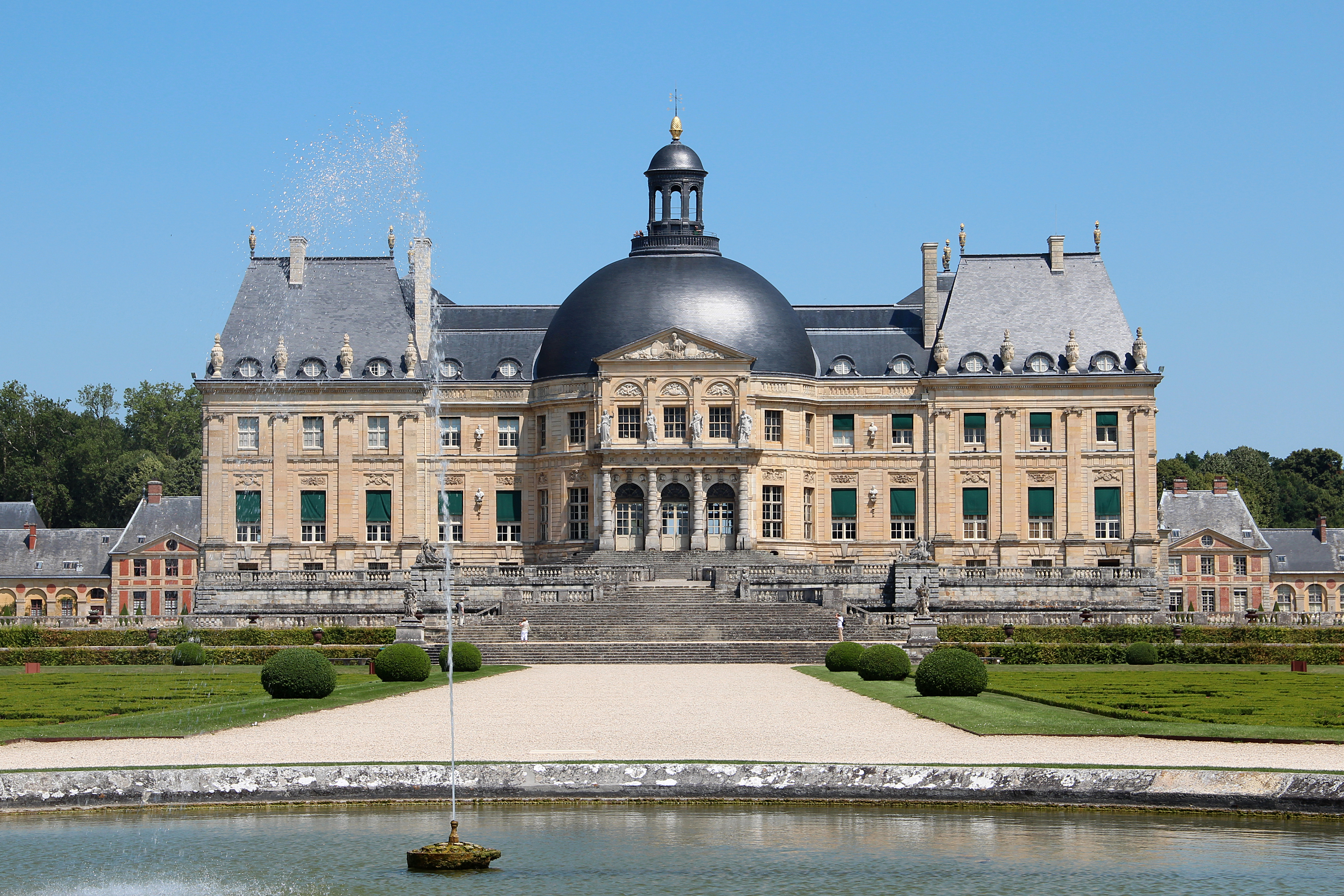
Façana i jardí del Palau de Vaux-le-Vicomte, Maincy

L'alta burgesia urbana no tenia suficients medis per a permetre's el luxe de fer construir enormes complexos, com els châteaux d'Azay-le-Rideau o de Vaux-le-Vicomte, així que es van dedicar a desenvolupar els hôtels dins (o al voltant de) els grans centres urbans. El gran període de construcció d'hôtels particuliers, principalment a París, és partir de la meitat del segle xvii. En aquest moment, la meitat dels edificis de París són de propietat de funcionaris o de financiers. Com s'il·lustra en el pla de Turgot (amb certes dades del principi del segle xviii), la ciutat era densa però els seus límits eren propers al centre de l'actual ciutat, per tant, els propietaris d'un hôtel particulier el fèien construir als afores de la ciutat, com es mostra en el pla. Això va permetre una arquitectura regular per a l'edifici, de crear un jardí, i d'alinear l'hôtel al carrer.
Així, es podia distingir dos tipus d'hôtel; els que estan als afores de la ciutat, molt grans i molt sovint amb un jardí (amb l'exemple de l'Hôtel du Maine, del segle xviii), i els del centre de la ciutat, més petits i poques vegades proveïts d'un jardí (amb l'exemple dels hôtels de la plaça Vendôme (segle xviii), amb excepcions, com l'hôtel Lambert (segle xvii), on es va construir un jardi sobre una terrassa en l'Île Saint-Louis. Aquestes dues categories d'hôtel presentent altres distincions; els que són a la perifèria sovint són propietaris de la pròpia terra, una gran parcel·la on es troba l'edifici, mentre que els hôtels que es troben al centre de la ciutat estan majoritàriament adosats a altres edificis, de la mateixa manera que les cases burgeses o els ajuntaments ordinaris que es caracteritzen, a cada costat, per tenir una paret comuna amb els edificis veïns. No obstant això, tenen una sèrie de característiques comunes.
De fet, es pot trobar una façana molt desenvolupada, que dona a un pati o directament al carrer. És l'element clau de l'hôtel, que mostra la riquesa a tots els transeünts, per la qual cosa està acuradament treballada. També es pot trobar un porxe amb una porta cotxera adornada en un carrer (sovint en forma de mitja lluna) que dona a un pati d'honor pavimentat amb pedra, rectangular o ovalada, de vegades emmarcada als edificis comuns (sovint més baixos que el corps de logis), com estables, cuines, bugaderia, habitacions dels treballadors domèstics, etc.).
El corps de logis (en l'eix o sobre la porta cotxera) en què la façana pot ser ressaltada per una altra façana central, pot ficar en evidència el o els tram (s) axial(s), sovint precedits per una escalinata. Aquest corps de logis generalment té dos nivells sobre el soterrani, amb una coberta a quatre aiguavessos, una mansarda, amb llucanes amb llindars corbats. Les columnes i pilastres desapareixen en favor d'àmplies bandes que separen parets i pisos. El vestíbul permet anar a la planta baixa o al primer pis. Als hôtels més luxosos; la gran sala de recepció es divideix en «salons de desfilada» i «salons de societat». Aquests apartaments consten d'habitacions que donen al carrer o al pati d'honor, i es poden distingir els apartaments privats que donen generalment al jardí. Tradicionalment, els apartaments privats de la mansió estan a la planta baixa, i els del propietari al primer pis, on tenen una millor vista del jardí i són els millors climatitzats a l'hivern, perquè estan sota sostre o exposats al Sol.
En general, és l'expressió francesa «hôtel particulier» que s'utilitza en altres idiomes per a aquests d'habitatges. Molts hôtels particuliers van ser convertits durant la història en hôtel de rapport (com per exemple, el Temple du Goût (segle xviii), en l'Île Feydeau, Nantes). No obstant això, es continuen considerant hôtels particuliers, principalment per la rica arquitectura.